# Snipex Rhino Hunter
Snipex Rhino Hunter — гражданский вариант винтовки Snipex M в калибре .50 BMG. Разработана компанией ХАДО-Холдинг, Харьков, Украина.

## Конструкция
Винтовка Snipex Rhino Hunter сконструирована с учетом всех требований к оружию для высокоточной стрельбы. Скомпонована по схеме булл-пап. Ствол имеет 8 правых нарезов с твистом 15 дюймов, максимально открытый. Оснащен дульным тормозом-компенсатором. Запирание ствола осуществляется продольно-скользящим поворотным затвором. Стреляные гильзы выбрасываются автоматически, после отката затвора назад. Процесс выбрасывания гильзы начинается с небольшой задержкой, что позволяет пуле покинуть ствол, когда затвор еще полностью закрыт. В это время ей передается максимальное количество энергии.
Винтовка имеет предохранитель флажкового типа, который расположенный непосредственно над рукояткой ведения огня и доступен с обеих сторон оружия и индикатор закрытия затвора.
В винтовке реализован ряд специальных конструкционных решений по уменьшению отдачи и увеличению кучности стрельбы. Отдача утилизируется за счет действия инерционно-откатной системы. Часть энергии отдачи дополнительно гасится за счет ДТК.
Винтовка комплектуется оригинальными сошками. Они сконструированы таким образом, что центр тяжести винтовки ниже точки крепления сошек, что обеспечивает дополнительную стабильность и точность во время стрельбы. Этому служит и дополнительная задняя опора специальной конструкции, которая предусматривает возможность двухступенчатой индивидуальной настройки под стрелка. Винтовка оснащена планкой Пикатинни с уклоном 35 МОА.

## Характеристики
| Калибр                            | .50 BMG              |
| Патрон                            | 12.7Х99              |
| Масса, кг                         | 15                   |
| Длина винтовки в сборе, мм        | 1250                 |
| Длина ствола, мм                  | 750                  |
| Нарезы                            | 8                    |
| Твист                             | 15"                  |
| Планка Пикатинни                  | Верхняя Mil standard |
| Предохранитель                    | флажкового типа      |
| Начальная скорость пули, м/c      | 780                  |
| Эффективная дальность стрельбы, м | 2000                 |

## История
Впервые винтовка была представлена на Международной специализированной выставке «Оружие и безопасность 2016», в октябре 2016 года в Киеве. В продаже с апреля 2017 года. 